# Боломожнов, Александр Фёдорович
Александр Фёдорович Боломожнов (род. 2 января 1962) — советский и российский футболист, защитник.

## Биография
Большую часть карьеры провёл в командах Оренбурга («Прогресс», «Стрела») в соревнованиях коллективов физкультуры. В 1989 году вместе с «Прогрессом» выступал в соревнованиях мастеров, сыграл за сезон 40 матчей во второй лиге СССР.
В 1993 году вместе с тренером Юрием Тамбовцевым и группой игроков из Оренбурга перешёл в клуб высшей лиги Казахстана «Карачаганак» (Аксай). За сезон сыграл 21 матч в чемпионате и одну игру в Кубке Казахстана, его клуб финишировал на 23-м месте из 25 участников.